# Albionella
Albionella este un gen de păianjeni din familia Salticidae.

## Specii
- Albionella chickeringi Caporiacco, 1954 (Guyana Franceză)
- Albionella guianensis Caporiacco, 1954 (Guyana Franceză)
- Albionella propria Chickering, 1946 (Panama)